# فيدرال واي (واشنطن)
فيدرال واي (بالإنجليزية: Federal Way)‏ هي إحدى مدن ولاية واشنطن في الولايات المتحدة الأمريكية.

## التركيبة السكانية
حدّد مكتب تعداد الولايات المتحدة بيانات التركيبة السكانية لفيدرال واي في تعداد الولايات المتحدة. في ما يلي، التركيبة السكانية حسب تعدادي 2000 و2010.

### تعداد عام 2000
بلغ عدد سكان فيدرال واي 83,259 نسمة بحسب تعداد عام 2000، وبلغ عدد الأسر 31,437 أسرة وعدد العائلات 21,259 عائلة مقيمة في المدينة. في حين سجلت الكثافة السكانية 1,356.2 نسمة لكل كيلومتر مربع (3,512.5/ميل2). وبلغ عدد الوحدات السكنية 32,581 وحدة بمتوسط كثافة قدره 530.7 لكل كيلومتر مربع (1,374.5/ميل2).
وتوزع التركيب العرقي للمدينة بنسبة 68.84% من البيض و7.94% من الأمريكيين الأفارقة و0.89% من الأمريكيين الأصليين و12.29% من الأمريكيين ذوي الأصول الآسيوية و1.02% من سكان جزر المحيط الهادئ و3.67% من الأعراق الأخرى و5.35% من عرقين مختلطين أو أكثر و7.53% من الهسبانيون أو اللاتينيون من أي عرق.
بلغ عدد الأسر 31,437 أسرة كانت نسبة 39.9% منها لديها أطفال تحت سن الثامنة عشر تعيش معهم، وبلغت نسبة الأزواج القاطنين مع بعضهم البعض 50.6% من أصل المجموع الكلي للأسر، ونسبة 12.2% من الأسر كان لديها معيلات من الإناث دون وجود شريك، بينما كانت نسبة 4.8% من الأسر لديها معيلون من الذكور دون وجود شريكة وكانت نسبة 32.4% من غير العائلات. تألفت نسبة 24.6% من أصل جميع الأسر من عدة أفراد يعيشون في نفس المنزل ونسبة 5.4% كانت تتألف من شخص يعيش بمفرده يبلغ من العمر 65 عاماً أو أكثر. وبلغ متوسط حجم الأسرة المعيشية 2.63، أما متوسط حجم العائلات فبلغ 3.17.
بلغ العمر الوسطي للسكان 32.5 عاماً. وكانت نسبة 28.2% من القاطنين تحت سن الثامنة عشر، وكانت نسبة 9.8% بين الثامنة عشر والرابعة والعشرين عاماً، ونسبة 33% كانت واقعةً في الفئة العمرية ما بين الخامسة والعشرين والرابعة والأربعين عاماً، ونسبة 21% كانت ما بين الخامسة والأربعين والرابعة والستين، ونسبة 7.4% كانت ضمن فئة الخامسة والستين عاماً فما فوق. يوجد لكل 100 أنثى 97.0 ذكر، ويوجد لكل 100 أنثى في الثامنة عشر من عمرها فما فوق 93.9 ذكر.
بلغ متوسط دخل الأسرة في المدينة 49,278 دولارًا، أما متوسط دخل العائلة فبلغ 55,833 دولارًا. وكان متوسط دخل الذكور 41,504 دولارًا مقابل 30,448 دولارًا للإناث. وسجل دخل الفرد الخاص بالمدينة 22,451 دولارًا. وكانت نسبة 6.9% من العائلات ونسبة 9.3% من السكان تحت خط الفقر، وكان من هؤلاء نسبة 12.9% تحت سن الثامنة عشر ونسبة 6.5% في الخامسة والستين من العمر وما فوق.

### تعداد عام 2010
بلغ عدد سكان فيدرال واي 89,306 نسمة بحسب تعداد عام 2010، وبلغ عدد الأسر 33,188 أسرة وعدد العائلات 22,026 عائلة مقيمة في المدينة. في حين سجلت الكثافة السكانية 1,454.7 نسمة لكل كيلومتر مربع (3,767.7/ميل2). وبلغ عدد الوحدات السكنية 35,444 وحدة بمتوسط كثافة قدره 577.4 لكل كيلومتر مربع (1,495.5/ميل2).
وتوزع التركيب العرقي للمدينة بنسبة 57.49% من البيض و9.75% من الأمريكيين الأفارقة و0.94% من الأمريكيين الأصليين و14.16% من الأمريكيين ذوي الأصول الآسيوية و2.69% من سكان جزر المحيط الهادئ و8.34% من الأعراق الأخرى و6.64% من عرقين مختلطين أو أكثر و16.21% من الهسبانيون أو اللاتينيون من أي عرق.
بلغ عدد الأسر 33,188 أسرة كانت نسبة 35.9% منها لديها أطفال تحت سن الثامنة عشر تعيش معهم، وبلغت نسبة الأزواج القاطنين مع بعضهم البعض 46.7% من أصل المجموع الكلي للأسر، ونسبة 14% من الأسر كان لديها معيلات من الإناث دون وجود شريك، بينما كانت نسبة 5.7% من الأسر لديها معيلون من الذكور دون وجود شريكة وكانت نسبة 33.6% من غير العائلات. تألفت نسبة 26.3% من أصل جميع الأسر من عدة أفراد يعيشون في نفس المنزل ونسبة 7.3% كانت تتألف من شخص يعيش بمفرده يبلغ من العمر 65 عاماً أو أكثر. وبلغ متوسط حجم الأسرة المعيشية 2.67، أما متوسط حجم العائلات فبلغ 3.24.
بلغ العمر الوسطي للسكان 34.9 عاماً. وكانت نسبة 25.6% من القاطنين تحت سن الثامنة عشر، وكانت نسبة 10.2% بين الثامنة عشر والرابعة والعشرين عاماً، ونسبة 27.7% كانت واقعةً في الفئة العمرية ما بين الخامسة والعشرين والرابعة والأربعين عاماً، ونسبة 26.2% كانت ما بين الخامسة والأربعين والرابعة والستين، ونسبة 10.3% كانت ضمن فئة الخامسة والستين عاماً فما فوق. وتوزع التركيب الجنسي للسكان بنسبة 49% ذكور و51% إناث.

## أعلام
- روجر فريمان
- هانك كونغور
- سام كيم
- سياران أوبراين
- كول ديكرسون
- كيلين رووي
- فرد أولدفيلد